# Ермолаева Ольга Яковлевна
|  | Это черновик статьи.Если это позволяют правила Википедии, то после внесения в неё правок следует объединить эту страницу с основной статьёй и удалить эту временную страницу (заменив её содержимое шаблоном {{Db-owner}}). Если статья не подходит под формат Википедии, то её можно перенести в другой вики-проект. Обратите внимание, что временная статья не должна содержаться в категориях, предназначенных для основного пространства имён. Используйте конструкцию [[:Категория:Название категории]] вместо [[Категория:Название категории]] для указания, в какие категории эта статья должна включаться. |

Ермолаева Ольга Яковлевна (род. 6 февраля 1946, София) — советский и российский социолог, кандидат психологических наук, директор
Некоммерческого партнерства "Медиа Комитет", член Группы европейских исследователей аудитории при Европейском Вещательном союзе.